# Aegirove kćeri
Aegirove kćeri su devet božica valova u nordijskoj mitologiji. One personificiraju razne vrste valova. Pomažu svom ocu oko pravljenja piva, a žive na otoku Hléseyu.

## Obitelj
Snorri Sturluson piše o ovim božicama u Mlađoj Eddi:
Rán je ime Aegirove žene i njihovih je kćeri devet.
Ove su božice kćeri Aegira, kralja mora i njegove supruge Rán te su Fornjotove unuke. Nećakinje su vatrenog diva Logija i vladara vjetra Karija.
Često se smatra da su Aegirove kćeri identične majkama boga Heimdalla, kojih ima devet te su si međusobno sestre. Međutim, Heimdallove majke imaju drukčija imena od imena Aegirovih kćeri. Zanimljivo je da Njord, bog mora koji pripada rasi Vana, također ima devet kćeri.

## Imena
Imena Aegirovih kćeri su:
- Himinglæva
- Dúfa
- Blóðughadda
- Hefring
- Uðr
- Hrönn
- Bylgja
- Dröfn
- Kólga.

Aegirove su kćeri dvaput popisane u Mlađoj Eddi. Na jednom popisu je Dröfn zamijenjena Barom.